# Американские походы викингов
В эпоху викингов (IX—XI века) скандинавы-викинги путешествовали от Ирландии и до Руси, занимаясь торговлей, охотой и грабежом. Около 860 года викинги открыли остров, назвав его «Исландией» («Ледяной страной»), и основали там ряд колоний. Совершая частые плавания на Запад, викинги, как ныне считается, первыми из европейцев посетили Америку, кроме того, в эпоху викингов произошёл также первый генетический контакт между европейцами и жителями Северной Америки.
Около 900 года из Норвегии отправился корабль под командой Гуннбьёрна. Корабль сбился с курса, и викинги увидели остров (Гренландию). Открытие Гуннбьёрна вдохновляло других норманнов на новые экспедиции. Создатель гренландских колоний Эрик Рыжий был выслан из Норвегии около 985 года. Ссылку он использовал для открытия новых земель. После трудного плавания ему удалось найти землю, обнаруженную Гуннбьёрном. Климат её был весьма суров, но Эрик Рыжий назвал её Гренландией («Зеленой страной»). В 986 году Эрик собрал группу викингов, готовых обосноваться на открытом им острове. Когда команда прибыла, стояло лето, и удалось наладить торговлю со Скандинавией. Вскоре один из поселенцев, Бьярни Херьюльфссон, из-за бури наткнулся на неведомую землю, холмы которой были покрыты лесами (возможно, северо-восточное побережье Америки). Херьюльфссону не терпелось прибыть в Гренландию, чтобы поведать другим о своем открытии.
Сын Эрика Рыжего, Лейф Эриксон, первым из викингов вступил на берег Америки. Около 1000 года он посетил регионы, названные им Хеллуланд («страна валунов», теперь — Баффинова Земля), Маркланд («лесная страна», полуостров Лабрадор), Винланд («винная страна», возможно, Новая Англия или Ньюфаундленд). Экспедиция Эриксона перезимовала в Винландии и вернулась в Гренландию.
Брат Лейфа Торвальд Эриксон в 1002 году основал в Америке поселение. Однако вскоре на них напали местные индейцы, которых викинги называли скрелингами (по-видимому, алгонкинские племена). Торвальд пал в бою, а его спутники вернулись домой. Потомки Эрика Рыжего предприняли ещё две попытки колонизировать Винланд. В первой участвовала его невестка Гудрид. Обосновавшись в Америке, она преуспела в торговле со скрелингами, но всё-таки покинула Америку. Вторую же возглавляла дочь Эрика Рыжего Фрейдис, но ей не удалось наладить добрые отношения с индейцами, и викинги покинули Винланд. Таким образом, поселение в Винланде просуществовало несколько десятков лет.
Гипотеза об открытии норманнами Америки бытовала много лет, но доказательств найти не удавалось. Даже карта северо-восточного побережья Америки, которую относили к временам викингов, была, по некоторым признакам, подделкой. Но в 1960 году на Ньюфаундленде (Канада), наконец, нашли остатки поселения викингов Л'Анс-о-Медоус.
В 2010 году в Исландии были исследованы останки женщины и было установлено, что она являлась коренной жительницей Америки, прибыла в Исландию около 1000 года и осталась там жить.